# Trudovîk, Koriukivka
Trudovîk (în ucraineană Трудовик) este un sat în orașul raional Koriukivka din regiunea Cernihiv, Ucraina.

## Demografie
Componența lingvistică a localității Trudovîk
     Ucraineană (100%)
Conform recensământului din 2001, toată populația localității Trudovîk era vorbitoare de ucraineană (100%).